# Biblioteca San Giorgio
La Biblioteca San Giorgio è la biblioteca pubblica del comune di Pistoia e la capofila della Rete bibliotecaria pistoiese, nonché una delle maggiori biblioteche pubbliche della Toscana.

## Storia
La Biblioteca è stata inaugurata il 23 aprile 2007 alla presenza del premio Nobel Dario Fo.
Prende il nome di San Giorgio dall'area dove sorge e dove nel 1906 furono costruite le Officine San Giorgio. La prima produzione era originariamente per le carrozze a trazione ippica, ma ben presto lo stabilimento industriale, divenuto uno dei principali d'Italia, spostò il proprio interesse alla trazione ferroviaria. Era, ad esempio, produzione San Giorgio di Pistoia, la parte meccanica del celebre tram che univa Roma ai Castelli Romani e che ha funzionato fino al 1980.
Lo stabilimento subisce pesanti danni a seguito dei bombardamenti durante la seconda guerra mondiale e, dopo la ricostruzione, riprende la produzione di carri ferroviari e autobus.
La ragione sociale mutò più volte ma il nome che rimase più a lungo fu Breda Costruzioni Ferroviarie. Verso il 1980 la produzione industriale si è spostata nel nuovo stabilimento di via Ciliegiole con la ragione sociale Officine Meccaniche Ferroviarie Pistoiesi. La vasta area San Giorgio rimase abbandonata e passò di proprietà comunale che dopo qualche esitazione decise un importante progetto di riqualificazione urbana e le destinò innanzitutto a progetti culturali. Nell'area si sono salvati alcuni rari esempi architettonicamente rilevanti come la palazzina d'ingresso. Nella stessa zona si è salvato anche il coevo edificio del bagno comunale, interessante esempio di intervento pubblico per l'igiene della classe operaia.
Il materiale archivistico dello stabilimento si è salvato dalla distruzione ed è passato sotto la responsabilità del Comune di Pistoia. Quello della sede di Sesto San Giovanni o comune ai diversi stabilimenti della Breda ferroviaria, è stato acquisito dall'ISEC.

## Sede

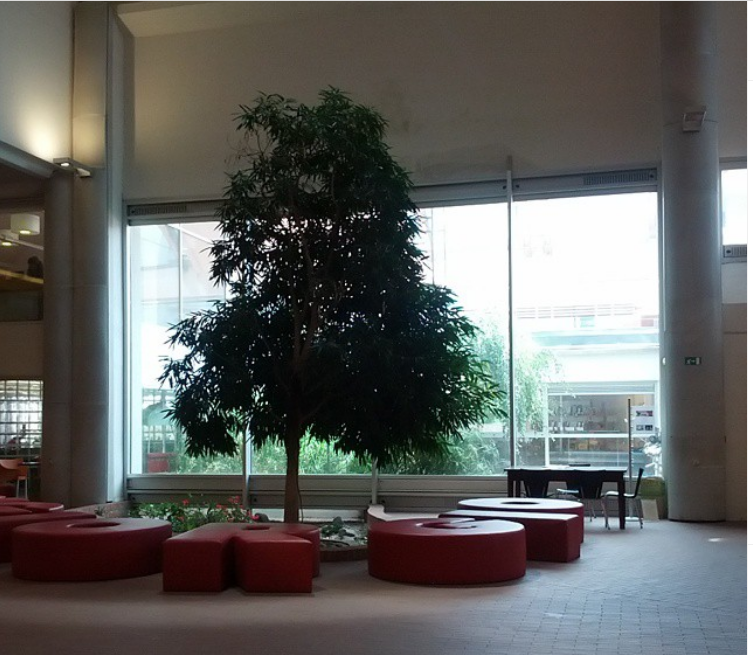
interno della Biblioteca

La struttura (progettata dall'architetto Massimo Pica Ciamarra) è costituita da tre navate a volta che coprono una superficie di circa 5000 m² ed è una ricostruzione integrale, ma richiama nelle scelte architettoniche i capannoni originari della fabbrica Breda, come quello contiguo destinato a strutture universitarie..

## Patrimonio librario
La biblioteca conta più di 160.000 documenti tra libri, periodici, materiale multimediale.

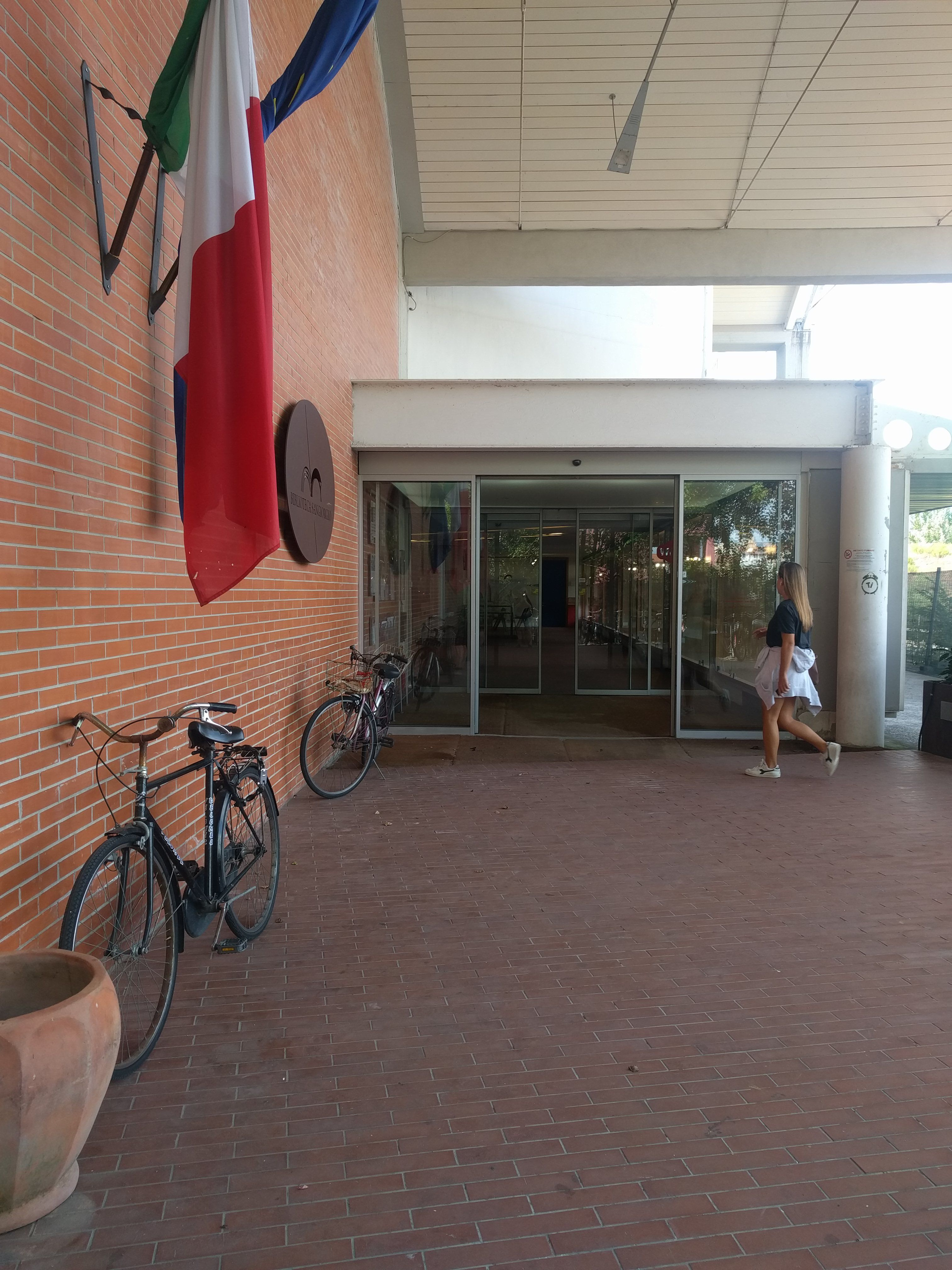
ingresso principale della biblioteca

In contrapposizione alle biblioteche di ricerca e conservazione una biblioteca pubblica, secondo un aggiornato concetto, viene pensata come una biblioteca a scaffale aperto in cui i frequentatori possono direttamente accedere agli scaffali dei libri.
L'estensione delle parti esterne ed interne della biblioteca è di complessivi 9467,03 m², così suddivisi:
- piano terra - esterno: 2302,15 m²;
- primo piano - esterno-terrazza: 505,57 m²;
- piano terra - interno: 3431,04 m²;
- primo piano - interno: 1804,16 m²;
- secondo piano - interno: 1424,11 m²[10].

Il piano terra ospita l'auditorium Terzani, la caffetteria, la sezione ragazzi, l'edicola e la sala letture diverse e il magazzino.
Al primo piano si trovano: la Sala Bigongiari, che ospita il fondo del poeta Piero Bigongiari, la Sala Desideri, la Sala Manzini, la Sala Dipartimenti e la terrazza all'aperto.
Il secondo piano è costituito dalla mediateca, la sala corsi, il Centro di Documentazione di Pistoia e gli uffici.

## Opere d'arte
La biblioteca San Giorgio contiene una raccolta pregevole di artisti contemporanei. La prima opera a essere ospitata stabilmente nell'edificio è Die Grosse Fracht (Il grande carico) del pittore tedesco Anselm Kiefer. L'imponente tela realizzata con tecnica mista di acrilico e piombo fuso domina la Sala Dipartimenti al primo piano della biblioteca.
A Die Grosse Fracht si aggiungono, tra le altre opere, l'Iperlibro di Dora Tass collocato nel giardino sud, e Ascensione di Luigi Russo Papotto collocato tra il piano terra e il primo piano.
Nel 2013 è stata donato dall'artista pistoiese Rossella Baldecchi il trittico Il cielo addosso ispirato al romanzo Ritratto in piedi di Gianna Manzini. L'opera è stabilmente collocata nella Sala Manzini, al primo piano della biblioteca.

## Direttori
- Maurizio Vivarelli (23 aprile 2007 – 30 settembre 2007)[12]
- Maria Stella Rasetti (dal 1º agosto 2008)[13]